# Bombordo
Bombordo (BB) é o bordo à esquerda do rumo da embarcação.
Este nome vem do francês bâbord, adaptado do holandês bakboord, de bak "atrás" (cf. inglês back "costas"), porque a cabine do piloto antigamente se situava a estibordo (lado direito), ficando o comandante de costas para bombordo (lado esquerdo), + boord "cada lado da embarcação". Este lado esquerdo é assinalado de noite por uma luz vermelha.
O lado oposto ao bombordo é o estibordo ou boreste.

## Cruzamento
Quando duas embarcações se aproximam em rumos contrários, as duas devem partir a estibordo de forma a passar bombordo com bombordo.